# タチアナ・ユマシェワ

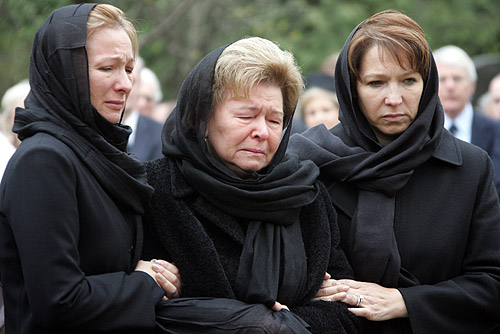
右からタチアナ・ユマシェワ、中央ナイーナ・エリツィナ、左姉イリーナ（2007年亡父エリツィンの葬儀で）

タチアナ・ボリソヴナ・ユマシェワ（ロシア語: Татья́на Бори́совна Юма́шева、ラテン文字表記の例：英語: Tatyana Borisovna Yumasheva, 前名は、タチアナ・ディアチェンコまたはジヤチェンコ、ロシア語: Татьяна Борисовна Дьяче́нко、ラテン文字表記の例：Tatyana Borisovna Dyachenko、1960年3月14日 -  ）は、ロシアのコンピュータ学者、政治家。ロシア連邦大統領ボリス・エリツィンの家族を軸とする側近グループ（セミヤー）の中心人物としてエリツィン時代後期に国政に影響力を及ぼした。
なお、ディアチェンコは、最初の夫の苗字であり、その後、エリツィンの報道官を務めたワレンチン・ユマシェフと結婚し、ユマシェフ姓を名乗っている。

## 経歴・人物
1960年3月14日、ボリス・エリツィン、ナイーナ夫妻の次女としてスヴェルドロフスク（現在のエカテリンブルク）に生まれる。1978年スヴェルドロフスク第9学校を経て、1983年モスクワ大学情報数学・人工知能学部を卒業する。大学卒業後、サリュート設計局を経て、1994年までクルニチェフ国家研究生産宇宙センターに勤務する。
1996年ロシア大統領選挙でエリツィン選対のメディア対策顧問を務めたのがタチアナが政治へ介入するきっかけとなった。その後、影響力を強め、セミヤーの中心として、アレクサンドル・ヴォローシン、ユマシェフらと組んで権勢を振るい、エフゲニー・プリマコフ首相の解任にあたっては、夫ユマシェフ、オリガルヒのボリス・ベレゾフスキーとともに解任劇を画策したとされる。1996年から1999年までロシア大統領顧問。ロシア公共テレビ（ORT、チャンネル1）取締役も務めた。1999年にロシア大統領府とスイスの建設会社マベテックス社との間で贈収賄容疑が浮上した際にはタチアナの名も挙がり、カードによる巨額の買い物の代金をマベテックスに肩代わりさせたともいわれる。
エリツィン退陣後もロシア大統領府顧問として公職に留まったが、プーチン政権によりセミヤーの影響力は排除され、2001年に辞している。以後は亡父エリツィンを記念するエリツィン財団の運営に当たっている。
ユマシェフ夫妻は、モスクワ・シティ（モスクワ国際ビジネスセンター）の高層ビル、インペリア・タワーとキャピタル・シティの半分（49.58パーセントのシェア）を所有している。
2009年一家そろってオーストリアの市民権を取得した。